# ストリートファイターIII
『ストリートファイターIII』（ストリートファイタースリー、STREET FIGHTER III）は、カプコンが開発・販売した2D対戦型格闘ゲーム。通称『ストIII』（ストスリー）。
1997年2月にアーケードゲームとして第1作『ストリートファイターIII -NEW GENERATION-』が稼働。後に続編が2本製作された。
本項では第2作『ストリートファイターIII 2nd IMPACT -GIANT ATTACK-』、第3作『ストリートファイターIII 3rd STRIKE -Fight for the Future-』についても記述する。

## 概要
『ストリートファイター』シリーズのナンバリングタイトルであり、カプコンは本作を『ストリートファイターII』の正統な続編としている。『ストリートファイターZERO』シリーズと並行して開発され、先進的なシステムを集約したカジュアル路線の『ZERO』シリーズとは別に、ストイックかつ全く新しい2D対戦格闘ゲームとして制作された。システム基板に当時最新鋭のCPS-3を採用。キャラクターのアニメーション描画にはドット絵による膨大なパターン数を使用しており、滑らかで表現豊かなグラフィックが実現した。システム面では、相手の攻撃を「捌く」攻防一体の動作である「ブロッキング」を始め、「ダッシュ」「リープアタック」「ターゲットコンボ」「スーパーアーツセレクト」などの新システムが導入された。
キャラクターの面では、従来の主人公リュウを脇役に据え、アレックスという新世代の主人公に変更するとともに、登場する12人のキャラクターのうちリュウとケンを除く全員を新キャラクターに刷新。ゲームの時代設定も本作が稼働開始した1997年前後が舞台となっており、これは『ストII』から約6年後という設定である。
続編として同年10月にアーケード版（以降「AC版」と表記）『ストリートファイターIII 2nd IMPACT』が、1999年5月に『ストリートファイターIII 3rd STRIKE』が稼働。プレイヤーの強い要望により、豪鬼や春麗が復活した。特に『3rd STRIKE』はプレイヤーに高く評価され、稼働から20周年を経た現在においても大会や動画配信が行われている。

## シリーズ
日付はアーケード稼動初日・家庭用版発売日。

### アーケード版

#### ストリートファイターIII -NEW GENERATION-
（1997年2月）
第1作（以降『1st』と表記）。登場キャラクターは12人 (うち使用可能キャラクターは11人) 。
カプコンが独自に開発したCPS-3基板を採用。主人公を始めとするキャラクターの一新やブロッキングなどの新システムが大きな特徴。

#### ストリートファイターIII 2nd IMPACT -GIANT ATTACK-
（1997年10月）
第2作（以降『2nd』と表記）。登場キャラクターは16人 (うち使用可能キャラクターは14人) 。
『1st』に改良が加えられ、追加要素としてEX必殺技、パーソナルアクション、グラップディフェンス、足払いの強化、ボーナスステージの復活、ブロッキングなどのシステム面の見直しと、プレイヤーへ歩み寄る調整がなされた。
新キャラクターとしてヒューゴー、ユリアン、（隠しキャラクターとして）豪鬼が追加。さらにCPU専用キャラクターとして真・豪鬼が登場する。また前作でユンと同キャラクター扱いだったヤンは性能が一新され独立したキャラクターとなった。一部のステージとBGMは新しく制作されている。
アーケードの対戦相手
| プレイヤーキャラクター | 中ボス     | 最終ボス                     | 備考                                               |
| ---------------------- | ---------- | ---------------------------- | -------------------------------------------------- |
| アレックス             | ヒューゴー | ギル                         |                                                    |
| リュウ                 | ギル       | ケン                         |                                                    |
| ケン                   | ギル       | リュウ                       |                                                    |
| ユン                   | ギル       | ヤン                         |                                                    |
| ヤン                   | ギル       | ユン                         |                                                    |
| オロ                   | リュウ     | ギル                         |                                                    |
| ネクロ                 | ケン       | ギル                         |                                                    |
| ダッドリー             | ケン       | ギル                         |                                                    |
| いぶき                 | ケン       | ギル                         |                                                    |
| エレナ                 | ケン       | ギル                         |                                                    |
| ショーン               | ギル       | ケン                         |                                                    |
| ギル                   | ケン       | ユリアン                     | ドリームキャスト版『W IMPACT』のみ選択可能         |
| ユリアン               | ケン       | ギル                         |                                                    |
| ヒューゴー             | ケンorギル | リュウorネクロorエレナorギル | 中ボス戦・最終ボス戦のいずれかで必ずギルが登場する |
| 豪鬼                   | ギル       | リュウ                       |                                                    |

#### ストリートファイターIII 3rd STRIKE -Fight for the Future-
（1999年5月）
第3作（以降『3rd』と表記）。登場キャラクターは20人 (うち使用可能キャラクターは19人) 。前作使用可能だった14人に、本作初登場の4人と春麗が追加された。
『III』シリーズの集大成として開発され、操作体系の根本的な見直しとバランス調整がなされている。1試合ごとに対戦内容の評価が表示される「グレードジャッジシステム」を導入。評価は「A+」や「E」などの段階の付いた値がある。攻撃、防御、テクニック、EXポイントの4つを基準に値が決まるため、相手を倒すまでの時間や得点やライフ残量ではない。「ガードブロッキング」の追加など、完全新作のような作りこみが施された。ブロッキングの仕様は前作よりシビアになり、ゲームスピードも遅くなった。
新キャラクターとしてまこと、トゥエルヴ、Q、レミーに加え、ユーザーからの要望が高かった春麗を追加。プログレッシブヒットフレーム処理によってより精密な当たり判定を実装した。グレードジャッジシステムは結果だけでなく試合内容の面白さといったプロセスも評価対象とする。
背景グラフィックとBGMは一新されたが、キャラクターによっては同じものを流用している。また前作の隠しボスである真・豪鬼は削除された。

#### ストリートファイターIII 3rd STRIKE -Fight for the Future- NESiCAxLive
（2014年11月6日）
「カプコン格ゲー復刻プロジェクト」の第2弾。タイトーが運営するゲーム用筐体用ダウンロードシステム「NESiCAxLive」版が2014年11月6日に稼働。コンシューマ版に追加された新カラー6色が新たに選択可能。キャラクター選択時にスタートボタンを押しながら各パンチ/キックボタンを押すことで使用できる。またワイド画面に対応し、NESiCAカードを利用することで戦績やプレイヤーポイントの保存、プレイヤーネームの表示といったネットワーク要素が利用可能となった。

#### 基板のバージョンについて
バージョンは電源投入時の日付で判断できる。
『NEW GENERATION』（1st）
- 普及版（1997年2月4日） 一部のキャラクターは永久コンボが可能
- 改良版（1997年3月12日） 普及版での問題点をある程度修正
- 最新版（1997年4月3日） 改良版での未修正箇所を修正

最新版でも一部の強力なテクニックは残っており、これらを利用した永久コンボなどは使用可能
『2nd IMPACT』
- 旧基板（1997年9月30日） 最初に出荷されたバージョン
- 新基板（1997年10月16日） いくつかのバグ修正がなされたバージョン

『3rd STRIKE』
- 旧基板（1999年5月12日） 最初に出荷されたバージョン
- 新基板（1999年6月8日） いくつかのバグ修正がなされたバージョン

部品調達難に伴い、2015年3月31日（カプコンサービスセンター2015年3月14日到着分）を以って基板自体の修理サポートが終了した。基板修理サポート終了後も継続されていたセキュリティ・カートリッジの電池交換も、2019年2月28日（カプコンサービスセンター同日到着分）をもって終了する予定。これに伴い、2019年2月28日以降にセキュリティ・カートリッジの電池が切れた場合は、基板自体の故障の有無にかかわらず完全に稼働不可となる。

## 開発
ストリートファイターIII -NEW GENERATION-
企画は1994年春に始まり、先に稼働した『ZERO』よりも早い。開発に着手したのはその翌年初め。途中で制作が中断され、結果として1997年まで長期間に渡る制作となった。企画時のタイトルは『ネクストジェネレーション』だったが、映画・テレビドラマの既存タイトルと被る、略称の『NG』が縁起が悪い、などの理由で『III』に変更された。開発当初、新キャラクターのみで構成する予定であったが、「リュウが居なければストリートファイターにならない」との上役の判断により『II』シリーズのメインキャラクターのリュウとケンが続投となった。初期の段階では『ストリートファイター』とは全く別のシリーズとして制作が進んでいたが、あきまんがチームに入ったことで『ストII』の続編である『III』としての発表となった。
ブロッキングは当初、初心者の救済のために考案された。画面端や「起き攻め」の対処の難しさの解決、劣勢であっても弾ければ相手に一矢報いることができるシステム、などのイメージを元に開発が進み、功夫映画では敵の攻撃を受けることから、ゲーム中で捌く動作を試みる意図もあった。入力方法は当初、レバーを後ろ（ガード）方向に入れるものを考えていたが、社内スタッフから「それでは簡単過ぎるうえに何のリスクも伴わない」との猛反発を受け現在の形になった。後に、「ストイック」というイメージはあったが、明確な方向性が定まらず製作は難航・長期化し、その結果開発期限を切ったため、会社の意向を受け製作途中で発売に踏み切ったことを明かしている。そのため『1st』のCD-ROMにはナンバー6が割り当てられた制作途上のキャラクターのデータが存在する。コインジャーナル誌、アミューズメント産業誌などの年間業績ランキングでは上位に入るにもかかわらず、開発が長期化していたこと、新基板の採用などの要因で開発費がかさんでいたために、カプコン社内でも評価は芳しいものではなかった。
ストリートファイターIII 2nd IMPACT -GIANT ATTACK-
『1st』を発売する段階で『2nd』の製作は決まっており、前作に集中した批判を踏まえ開発は進んだ。消化不良であったブロッキングは根底から突き詰められ、「ブロッキングとは何か？」という命題に対し、当身技のように明快な「究極の守りのシステム」ではなく、トラップを仕込むような「攻めのシステム」であるとの結論に至ったという。
ストリートファイターIII 3rd STRIKE -Fight for the Future-
『1st』の時期から「なぜ『III』には春麗がいないのか？」と各方面から多く寄せられており、「春麗を出す」という条件のもとシリーズの集大成として開発された。

## 反響
ストリートファイターIII -NEW GENERATION-
稼働当初、ユーザーの予想とかけ離れた本作に戸惑いや批判の声が上がった。その売りである自由度の高さが『II』シリーズにあったいい意味での単純明快さ・爽快さと反目し、グラフィック描画数の大幅な向上もゲームとしての評価には必ずしも繋がらなかった。ブロッキングについては賛否両論であり、初心者と上級者の格差が開く傾向が見られた。『II』のように明快なキャラクター目当ての層にとっても、フィクション寄りの『III』のキャラクターたちは受け入れられにくく、プレイをする層から新システムへの評価は見られたものの、対戦バランスを崩すテクニックの発見もあり、評価は芳しくなかった。また『1st』が稼働した1997年は、『鉄拳』『バーチャファイター』などの3D格闘ゲームの人気が高まっており、稼働中であった『ストリートファイターZERO2 ALPHA』『ヴァンパイアセイヴァー』などの人気も根強かった。『II』の頃とは違い多くの格闘ゲームが乱立し、ユーザーの選択肢は豊富である中、荒削りさが目立つ『1st』はよくある格闘ゲームの一つに埋没しかねない状況であった。移植版においても、膨大な量のアニメパターンを扱う『III』は、当時主流であったPlayStationやセガサターンなどの第5世代ゲーム機では性能が及ばず完全移植は不可能であり、ドリームキャストやPlayStation 2などの次世代機を待たねばならなかった。『ZERO』シリーズでは、AC版から数ヶ月でコンシューマ版が発売されたのに比べ、『III』は『1st』から『W IMPACT』まで2年半以上もかかったこともあって知名度は低いままであった。
ストリートファイターIII 2nd IMPACT -GIANT ATTACK-
『2nd』は前作の問題点が修正され、追加要素も多数あったものの、キャラクターバランスやSAケージのストック数の調整に難があり、ユーザーからの支持は得られなかった。『2nd』をお披露目したAMショーにおいて『3rd』の製作を発表するなど、未だ『ストリートファイターIII』が未完成であることをうかがわせた。そのため、隠しボスの真・豪鬼を倒すとキャラクター別のエンディングの代わりに「TO BE CONTINUED」と締めくくられる特殊エンディングとなる。コンシューマー版は『W IMPACT』として1999年に発売された。移植先のドリームキャストは『III』の移植に十分な性能を持ち、通信対戦が可能な先進的なマシンであった。しかし、購買層はどちらかといえばゲームマニア層が中心であり、一般家庭に普及したハードではなかった。移植度の高いソフトながら『III』を家庭で遊ぶユーザーは限られた。
ストリートファイターIII 3rd STRIKE -Fight for the Future-
『3rd』が稼動した時期は、折しも対戦格闘ゲーム自体の人気が下火になり、加えてACゲーム雑誌『ゲーメスト』が廃刊した時期と重なった。インターネットがそれほど普及していない時代であったので、プレイヤーにとって攻略の情報源が一気に減った。『3rd』は盛り上がりに欠ける静かなスタートを切り、折角の積み重ねた作り込みも一部のマニア層を満足させるに留まり、一般プレイヤーから大きな注目を集めることはなかった。この後カプコンは方針を転換、アーケードゲーム市場から徐々に距離を置くようになり、『3rd』が『III』シリーズの最終作となった。
その後
『3rd』稼働後もカプコンからは『MARVEL VS. CAPCOM 2』や『CAPCOM VS. SNK 2』などの新作格闘ゲームがリリースされたが、『3rd』の奥深いシステムや完成度がマニアックなプレイヤーに支持された。惚れ込んだプレイヤーは対戦をし続け、2000年代に入っても各地で大会を開催するなどの草の根活動が続けられた。アメリカの大規模な大会での採用やPlaystation 2・Xbox版の発売もあり、対戦格闘ゲームの良作としての評価が徐々に一般のゲームプレイヤーにも浸透していった。全国大会『闘劇』に『3rd』が6年連続で採用されるなど着実に評価を上げていった。2011年にはHD化とGGPOを用いたオンライン対戦が可能な『ONLINE EDITION』が発売。近年、YouTubeなどの動画投稿サイトが身近になったこともあり、このゲームの対戦動画も数多く投稿されている。

## ゲームシステム
基本操作は『II』と同様、8方向レバーで移動やガードを行い、6ボタンがパンチ・キックのそれぞれ弱・中・強の威力に対応する。

### ブロッキング
相手の攻撃が当たる直前に、前方もしくは真下にレバーを入れることで攻撃を受け止めるシステム。成功するとダメージを完全に無効化すると同時に、相手に一定の追加硬直時間を与え、通常のガードよりも早く動くことができる。本作に空中ガードは存在しないが、ブロッキングは空中でも可能。逆を言えば空中での防御策はブロッキングのみとなっており後述通り敷居がより高いものとなっている。
また、『3rd』からはガードブロッキングが追加。相手の攻撃を連続でガードしているとき、割り込むようにブロッキングが可能になる。通常のブロッキングと操作・条件とも同じだが、成功のためのタイミングが難しく設定されている。これを成功させると通常と違い赤く光るので、「赤ブロッキング」「赤ブロ」と呼ばれる。このシステムの導入により強制連続ガード（ガードモーション中、連続で次の攻撃が来た場合、レバーを中立に戻してもそのままガードが続く）が無くなった。
また地上下段（レバー下）ブロッキングの成功モーションは『2nd』以前と『3rd』とグラフィックが異なっており、前者は下段ガードモーションの流用だったが後者は専用グラフィックに改められている。
本作は「駆け引きを重視して多くのプレイヤーが参加できるように」という方針で制作され、ブロッキングもそうしたゲーム性を実現するために開発・導入されたものである。ただし主な防御手段は従来どおりガードが大きなウエイトを占めており、『II』で確立されたゲームシステムを大きく崩すようなことは少ない。

### スーパーアーツ (SA)
『スーパーストリートファイターII X』のスーパーコンボを継承したもの。各種攻撃を出したり当てたりする度に画面下のスーパーアーツゲージが蓄積されていき、一杯になるとストックが1個追加され、それを消費することで強力な必殺技や特殊能力を発動できる。ゲーム中に使えるSAは1種類だけだが、複数のSAを使えるキャラクターも存在する（ギル、豪鬼など）。
コマンドは一部例外を除いて＋パンチ or キック（いわゆる「真空波動」コマンド）となっている。
家庭用版では設定により全てのSAが使用可能となり、コマンドが固有のものに変更される。
スーパーアーツセレクト
各キャラクターごとに3種類のSAが用意されており、プレイヤーはキャラクター選択時にそのうちの1種類を選択し、それ以外のSAは使用できない。『2nd』以降は対人戦の試合開始前に変更・再選択が可能になった。
それぞれのSAは性能の違いのほか、ゲージの長さ、ストックできる上限が異なり、同じキャラクターでも戦法が異なってくる。ゲージの長さは64ドットから128ドットであり、8ドット刻みでゲージの長さがそれぞれ設定されている。同じSAでも、シリーズごとに長さやストック数が変動しているキャラクターも存在する。
スーパーキャンセル (SC)
必殺技をキャンセルしてSAを出す。入力が複雑なSAも簡単に繋がるが、威力に補正がかかる。
EX必殺技
『2nd』より追加。一部必殺技の発動に必要なボタンを2つ以上同時に押すことで、SAゲージを一律40ドット消費し、その強化版を出す。
『2nd』では、ボタン同時押しでリープアタックもEX必殺技として出せるが、性能は変わらずゲージを消費するだけである。
『ヴァンパイア』シリーズにも同名の用語があるが、本作でのSAに相当し、逆に同シリーズのES技が本作のEX必殺技とほぼ同じものとなっている。

### その他システム
ダッシュ・バックダッシュ
レバーを素早く前方、または後方に2連続で入れると、ステップする形で素早く前進・後退する。
ハイジャンプ
素早くレバーを下方向・上方向と入力すると、通常よりも高いジャンプをする。
クイックスタンディング
ダウンした瞬間にレバー下入力で素早く起き上がる。『2nd』以降、一部の技（主にSA全般）を受けた時には実行不可能。
通常投げ
『2nd』までのコマンドは従来シリーズと同様で、レバーを入れながらのボタンで成立し、瞬時 (1フレーム) に発動する。『3rd』からは『ZERO3』のように距離に関係なく弱パンチと弱キックの同時押しで投げ掴みモーション (一律3フレーム) が発生する。レバー中立とレバー入力で投げ技が変わるキャラクターもいる。また『2nd』以前では投げる方向が自由であったのが、『3rd』ではニュートラル投げ技や一部のレバー入力投げの投げる方向が自分のいる向きで固定される。
本作ではブロッキングによる攻撃待ちを防止するために威力が強く調整されている。
投げが成立しなかった場合、『2nd』までは従来シリーズと同様押したボタンの通常技が出るが、『3rd』からは『ZERO3』同様スカリ（掴み失敗）モーション出て僅かながら隙が生じる。
グラップディフェンス
『2nd』より追加。いわゆる「投げ抜け」。通常投げで掴まれたとき、投げに移行するまでのごく短い間に受けた側が通常投げと同じコマンドを入力すると発生し、距離を取ることができる。しかし必殺技以上の扱いの投げや反撃確定状況下（代表的な例として挙げるなら「昇龍拳」など上昇系必殺技後の着地を狙われた状況など）においては発生しない。
リープアタック
小さく跳躍（リープ）しながら攻撃する。モーションは大きいが中段属性を持ち、不意をついてガードを崩すのに使われる。コマンドは『2nd』まではレバーを下へ素早く2回入力後いずれかのパンチ・キックボタン。『3rd』では立ち状態で中パンチと中キックの同時押し。『2nd』以前ではキャラクターによってはモーションの速度に差があったが『3rd』ではほぼ統一された。
パーソナルアクション (PA)
『2nd』より追加。見た目は他の対戦型格闘ゲームの挑発アクションそのもの。成功すれば攻撃力、防御力などが上昇する。コマンドは立ち状態で強パンチと強キックの同時押し。
ターゲットコンボ (TC)
通常技をキャンセルして別の通常技に繋げる連続技。『ヴァンパイア』シリーズのチェーンコンボなどとは違い、繋げられる技はキャラクター別に決まっている。多数のTCを持つキャラクターがいる一方で、ヒューゴーのように全くないキャラクターもいる。

### 特徴的な要素
ボーナスステージ
『スパIIX』以降、廃止されていたボーナスステージが『2nd』で復活した。内容はショーンが20個のバスケットボールを緩急をつけたタイミングで投げ、これをブロッキングするというもの。レベルが1から5まであり、高いほど難易度が上がり、パーフェクト時のボーナスも高得点となる。始まるまでに任意のボタンを押しっぱなしにすることでレベルが選べる。何も押さなかった場合は、これまでの試合内容からレベルが選定される。
『3rd』ではさらに車壊しのボーナスステージも登場する。
ジャッジメント
ファイナルラウンドでドローになった場合、『1st』では7人、『2nd』以降は8人の専用女性キャラクターから3人がランダムで現れ、試合内容から勝者を判定する。『3rd』ではランダムでエフィーが登場するようになった。
1人プレイ時の対戦相手のセレクト
『2nd』ではキャラクターを選択するとき、レバーとボタンの組み合わせによって、そのキャラクターの設定されている対戦テーブルを任意で選べる。
『3rd』では最終ボスとその1つ前の対戦を除いては、2人出る対戦相手を任意で選べる。
『2nd』まではCPUキャラクターのカラーはランダムであるが（ギルおよび隠しカラーを除く）、『3rd』ではデフォルトカラーのみとなっている。また『2nd』までは自キャラクターの同キャラクター対戦があったが、『3rd』ではQを除いて同キャラクター戦は無い。
勝利マークの種類
『ZERO』シリーズ同様に本シリーズでもKOの決め手になった技によってマークが変わる。ただし『ZERO』シリーズに比べると簡素なものとなっている。
- V - 通常技、必殺技、投げ技などによるKO
- S - スーパーアーツKO
- P - パーフェクトKO
- T - タイムオーバーによる体力勝ち
- J - ジャッジメントによる判定勝ち
- C - ケズりによるKO。
- D - ダブルノックアウト時。

ただしパーフェクト勝利時の場合はいかなる場合でも優先的にPとなる。
ゲームスピード
『ヴァンパイア』『ZERO』などのようにターボはかかっていないが、ゲームスピードは若干速めになっている。ただキャラクターの動きは滑らかなアニメーションの影響でゆったりとしているため、ゲーム展開は他のゲームに比べると遅い。『3rd』では『2nd』までに比べて遅くなっている。
スタン
従来のシリーズでも、連続してダメージを受けると気絶して一定時間行動不能になったが、本作では体力ゲージの下にあるスタンゲージで気絶値の蓄積状態を確認できる。また、従来は気絶状態になるとその場で吹き飛びダウンとなり、再度起き上がるまではいかなる追撃を受け付けなかったのに対し、本作では気絶状態になっても一連の連続技が途切れるまで入り続け、途切れた時点でスタン状態となる。
しゃがみの弱体化
2D対戦型格闘ゲームでは、立ち状態よりしゃがみ状態が有利であることが多く、本シリーズではこのしゃがみ状態を弱体化する調整がとられている。しゃがみ状態の被ダメージが通常の1.25倍、のけぞりの時間が通常より数フレーム長い、などがこれに当たる。シリーズを経るにつれてそうした傾向は若干緩和されたが、しゃがむことで背負うリスクを増やした点はゲーム内で大きな役割を果たしている。
無敵技の少数化
特に対空必殺技につく無敵が全体的に弱体化されており、せいぜい部分無敵止まり。頼れる無敵技はスーパーアーツやEX必殺技など基本的にゲージを使用する。
グレードジャッジシステム
『3rd』から追加された、試合後にプレイを評価するシステム。評価内容は技術力だけでなく、多様な技の使い方や窮地からの逆転など、試合展開の面白さといった過程も考慮される。
技レベル
インストラクションカードなどには記載されていないが、キャラクターの技にはレベルが設定されている。レベルは全キャラクターで共通。
- レベル1 - 通常技弱
- レベル2 - 通常技中
- レベル3 - 通常技強、必殺技
- レベル4 - スーパーアーツ
- レベル5 - 投げ・打撃投げ・投げSA

対戦型格闘ゲームでは、技同士が同時にぶつかったとき相打ちが起こるのが普通だった。本作でも相打ちは生じるが、レベルが異なる技同士で相打ち状態にあった場合は、レベルが高い技が一方的に勝つ。また地上でのブロッキングは、『2nd』までは飛び道具系以外のほとんど全ての技に対して一律ブロッキングした側が有利だったが、『3rd』では基本的に技レベルが高いほどブロッキングされたときの隙が小さい。主に技レベルの低い通常技は有利で、必殺技・SAなど技レベルの高い技では五分または不利（多段ヒットする技）であることが多い（単発でスキの大きい技は別）（1＜2＜3＜4＝5）。
例えば、強攻撃と弱攻撃が相打ちに相当する条件でぶつかった場合、強攻撃のレベルは3、弱攻撃のレベルは1なので、弱攻撃は強攻撃に打ち負ける。なお、レベル差の大小は結果に影響しない。
特殊な例として、ユンの「幻影陣」はほぼ全ての技がスーパーアーツ判定に変化する。

## キャラクター
シリーズを通して各キャラクターのプロフィールは存在しない。これはプレイヤー側の想像に任せるためと言われている。プロデューサー兼ディレクターの貞本友思によると、誕生日を設定しなかったのは歳を取らせたくなかったからであり、どんどん年寄りになっていったら『ストリートファイターIV』を作るときに大変になるのではないかと思ったため。各キャラクターがスーパーアーツを1つしか選べないのは「if（もしも）」の世界を表すものとしての発想であり、一例として「真・昇龍拳」を使うリュウは「真空波動拳」を会得していないとされる。

### 『1st』からのキャラクター
アレックス
声：Michael Sommers (1st、2nd)、Patrick Gallagan (3rd)
SA1：ハイパーボム / SA2：ブーメランレイド / SA3：スタンガンヘッドバット
いずれのSAも発動時「You can't escape!」と叫ぶ。この台詞は『1st』『2nd』ではゲームのキャッチフレーズでもあった。
重量級の部類に入り、対戦型格闘ゲームでは珍しいタイプの主人公キャラクター。特に強攻撃は威力・スタン値共に高い。
シリーズを通じて全てステージ曲は『Jazzy-NYC』が作品ごとにアレンジされ使用された。
リュウ
声：高木渉 (1st、2nd)、大川透 (3rd)
SA1：真空波動拳 / SA2：真・昇龍拳 / SA3：電刃波動拳
本作から初めて「真・昇龍拳」「電刃波動拳」が登場し、新必殺技「上段足刀蹴り」が追加された。ドット絵の基本動作はあきまんが担当。このアニメパターンを基本として、他キャラクターの制作が進められたと言われる。
他の『ストリートファイター』シリーズと『ストIII』を繋ぐ接点となるキャラクター。
ケン
声：とべこーじ (1st、2nd)、岸祐二 (3rd)
SA1：昇龍裂破 / SA2：神龍拳 / SA3：疾風迅雷脚
『1st』ではリュウと、『3rd』ではアレックスと同一のステージが使用されている（アレックスステージとは時間帯が異なる）。
リュウ同様、他の『ストリートファイター』シリーズと『ストIII』を繋ぐ接点の役割を担うキャラクター。本作では弟子のショーンが登場する。
ユン
声：とべこーじ (1st、2nd)、伊藤健太郎 (3rd)
SA1：揚炮（『1st』のみ転身穿弓腿） / SA2：槍雷連撃 / SA3：幻影陣
中国拳法（八極拳がベース）で戦うキャラクター。弟のヤンと共に初代『ストリートファイター』の李の親戚という設定。『1st』ではパンチボタンでのみ選択できるキャラクターだった。
ヤン
声：高木渉 (1st、2nd)、鈴木正和 (3rd)
SAは『1st』ではユンと同一で、『2nd』以降は SA1：雷震魔破拳 / SA2：転身穿弓腿 / SA3：星影円舞
『1st』ではユンの2Pキャラクター（キックボタンで選択できるキャラクター）という位置づけで、『2nd』からユンと差別化された。『2nd』以降は蟷螂拳を使う。
ユン・ヤン兄弟のステージ曲も全作品において『Crowded Street』が作品ごとにアレンジをされつつ使用された。
オロ
声：徳丸完 (1st、2nd)、松山鷹志 (3rd)
SA1：鬼神力（鬼神槌） / SA2：夜行魂（夜行大魂） / SA3：天狗石（天狗乱石）
悟りを極めた仙人。仙術をもとにして戦う。いわゆる溜めキャラにあたるが、トリッキーな必殺技とスーパーアーツが多い。リュウを弟子にしようと思っている。
『3rd』でのSAはどれもパンチボタン2つ以上同時押し発動で（）表記の別バージョンが出せ（SA2はゲージを満タンにしていないと使えず、かつ全て消費する）、さらにSA1は空中で相手を掴むことでも技が変化する（空中鬼神地獄車）。
『3rd』ではオロステージの場所はショーンステージと同一である（時間帯が違う）。
ネクロ
声：Michael Sommers (1st、2nd)、Lawrence Bayne (3rd)
SA1：超電磁ストーム / SA2：スラムダンス / SA3：エレクトリックスネーク
ギルとユリアンが率いる秘密結社によって改造された人間。体がゴムのように伸び、また放電する能力もある。本名はイリヤ。同じ改造人間の女の子のエフィーと共に追っ手から逃走している。
ダッドリー
声：Bruce Robertson (1st、2nd)、Francis Diakewsky (3rd)
SA1：ロケットアッパー / SA2：ローリングサンダー / SA3：コークスクリューブロー
イギリスの紳士でプロボクサー。クロスカウンターなどを使いこなす技巧派。親の破産で一度は全てを失うが、ボクシングで全て取り戻してきた。『1st』『2nd』では唯一取り戻せていない父の車を取り戻すべく戦う。『3rd』では車を取り戻しているようで、登場シーンでその車が出てくる。
いぶき
声：天野由梨
SA1：霞朱雀 / SA2：鎧通し / SA3：破心衝 (1st、2nd)、闇時雨 (3rd)
豊富な技と素早さで相手を翻弄するくノ一で女子高生。秘密結社の極秘資料「Gファイル」を狙っている。『3rd』では高校卒業後に普通の大学への進学を志し、その単位を得るべく戦う。
エレナ
声：藤野かほる (1st、2nd)、翠美恵 (3rd)
SA1:スピニングビート / SA2:ブレイブダンス / SA3:ヒーリング
ケニアの名家の娘。カポエイラを使う。各国を留学し、新しく友達を作ろうとしている。いぶきと並んで、動画枚数が特に多いキャラクター。
ショーン
声：千葉一伸 (1st、2nd)、岩田光央 (3rd)
SA1:ハドウバースト / SA2:ショウリュウキャノン / SA3:ハイパートルネード
ケンに押しかけ弟子入りしたブラジル出身の青年。リュウやケンの技を模した技とトリッキーな固有の技を用いる。日系3世で、フルネームは「ショーン松田」。『3rd』のエンディングで全米バトルトーナメントの予選突破を後一歩の所で逃してしまうように、実力はまだまだ。
『1st』のみアメリカステージで、ステージ曲も『Jazzy-NYC』のアレンジ曲が採用されている。
ギル
声：Bruce Robertson (1st、2nd)、Lawrence Bayne (3rd)
世界の歴史を陰から操り事実上の支配下に置いている秘密結社の総統にして真の支配者「天帝」。ユリアンの兄。自分の思い描く理想社会を実現すべく暗躍する。
『2nd』の一部のキャラクターを除き、全作品で最終ボスとして登場する。家庭用ではそれぞれ一定条件下で使用可能。
SAは選択せず、リザレクション (『1st』 - 『3rd』)・メテオストライク (『2nd』、『3rd』)・セラフィックウィング (『3rd』) の3種類を使用できる。

### 『2nd』からのキャラクター
ユリアン
声：うえだゆうじ (2nd)、Lawrence Bayne(3rd)
SA1：タイラントパニッシュ / SA2：ユピテルサンダー / SA3：エイジスリフレクター
総統ギルの実弟。『2nd』のエンディングではギルを倒して総統の座に就くが、その直後にさらに上に天帝がいることが発覚し、しかも天帝がギルであることも明かされる。『3rd』のエンディングではカプセルで眠りにつくギルもろとも「組織の頭脳」を爆破し、新たにこの年をAU（アフターユリアン）元年と定める。戦闘時に体色が変わるのが特徴的。
『2nd』ではエジプトステージ、『3rd』ではメキシコステージで戦う。
ヒューゴー
声：高木渉 (2nd)、Len Carlson (3rd)
SA1：ギガスブリーカー / SA2：メガトンプレス / SA3：ハンマーマウンテン
元マッドギアの構成員。巨漢の投げキャラクター。アーケード版ではスタート、家庭版ではレバー上方向入力と同時にPAを行ったとき、またKO時には彼のマネージャーを務めるポイズンが登場する。
『1st』の時点で既に完成されており、当初はナンバー「6」と仮称されていた。『1st』ROM内にもデータ自体は収録されている。
豪鬼
声：西村知道
SA1：滅殺豪波動（天魔豪斬空） / SA2：滅殺豪昇龍 / SA3：滅殺豪螺旋（滅殺豪旋風）
（）表記は空中で発動した場合のSAとなる。
この作品から初めて「滅殺豪螺旋（滅殺豪旋風）」が登場。全てのSA共通で、ゲージMAX時に瞬獄殺（コマンドは弱パンチ弱パンチ→弱キック強パンチ）、金剛國裂斬（↓↓↓＋パンチ同時押し、『3rd』のみ）が出せるが、ギル同様にEX必殺技が存在しない。技性能は全キャラクターでも最高クラスの性能を持つが、体力が低くスタンしやすい。『2nd』では通常選択できず、隠しコマンドを入力するかオペレーターコマンドで解禁すると使用できる。また通常のボスキャラクターを倒して乱入することもある。瞬獄殺のKO演出については、『2nd』は京都の五山送り火のように「天」の文字が燃える演出、『3rd』では「天」の白色文字を背景に豪鬼の背中に炎が燃える演出となっている。
真・豪鬼
声：西村知道
CPU専用キャラクターとして『2nd』にのみ登場。豪鬼を倒した後、条件を満たしていれば真・豪鬼として登場する。ドリームキャスト版『W IMPACT』ではプレイアブルキャラクターとして使用できる。
『3rd』の豪鬼の7色目のカラーが真・豪鬼の色を再現したものになっている。

### 『3rd』のキャラクター
春麗
声：田中敦子
SA1：気功掌 / SA2：鳳翼扇 / SA3：天星乱華
『II』と比較すると時系列の進行に伴い、デモムービーやボイスも大人の女性のキャラクターを念頭に置いたものとなった。しゃがみ時にはあぐらをかくなど本作品独特のアクションも追加された。グラフィックは生みの親であるあきまんが担当し、当人の入れ込み具合から非常にアニメーションパターンの多いキャラクターとなっており、それゆえ開発期限ぎりぎりまで制作されたという経緯がある。1997年のAMショーの『2nd』の発表時にムービーにてイラスト限定で『3rd』参戦を最初に発表されたキャラクターでもある。
勝ちポーズの笑ってピースするバージョンでは『II』のものを継承していたが、ロケテストバージョンでは顔が赤くなって照れるという『II』に無かった演出が追加され、本リリースでは勝ちポーズ中にスタートボタンを押していたときだけ赤くなるという隠し演出となった。
レミー
声：関口英司
SA1：憤怒のシュペルノーヴァ / SA2：ヴィエルジュに安息を / SA3：傷心のノクテュルヌ
格闘家であった父が家庭を顧みなかったために家庭が崩壊し、その父に対する憎しみからひいては格闘家の存在そのものを憎むようになった男。
タメ技構成だが、華奢な外見通りに体力・スタン値ともに低い。
まこと
声：津村まこと
SA1：正中線五段突き / SA2：暴れ土佐波砕き / SA3：丹田練氣・攻めの型
土佐弁を喋る熱血空手少女。家の空手道場「竜胆館（りんどうかん）」の再興のために戦う。
エンディングでは竜胆館の最年少師範として道場を再興する。
正中線五段突きに見られるように、リュウやケンと違い、伝統派空手の要素が強い。
トゥエルヴ
声：Lawrence Bayne
SA1：X.N.D.L. / SA2：X.F.L.A.T. / SA3：X.C.O.P.Y.
ネクロの完成型とも言える人型兵器。ボディを液体のように自在に変形させる力を持つ。時間は違うがネクロステージとステージが共用。対ネクロ戦では同族の仲間と登場する演出がある。
トゥエルヴの勝利デモでのセリフは一見0と1の羅列に見えるが、5桁の2進数とアルファベットを対応させると英単語であることが分かる。
相手に変身するスーパーアーツX.C.O.P.Y.は対ギル戦でも有効で、バグを除き、アーケード版においてギルを操作する唯一の方法となる。
Q
声：Len Carlson
SA1：突進および致死連続打撃（仮） / SA2：腹部および後頭部への痛打（仮） / SA3：爆発を伴う打撃や捕獲（仮）
鉄仮面とトレンチコートに身を包む謎の人物。複数の猟奇事件に関わっているとされ、CIAにマークされている。
通常のCPU戦のテーブルには登場せず、一定条件下で乱入してくる。通常『3rd』の対CPU戦では同キャラクターとの対戦はないが、Q使用時でもQの乱入は発生する。
戦闘時や勝利コメント時にも基本的には全く言葉を発しないが、SA3を相手に決めた時に「Danger!」と叫んだり、勝利時に何かを呟く様子も見られる。この勝利メッセージは日本語版では意味不明であるが、英語版ではカッコ内に訳文が示されている。
ほぼ全てのアクションにおいて上半身と下半身の動きが同期していない。ジャンプ技はパンチは足が、キックは上半身がガラ空き。立ち・しゃがみ強キックはバランスを崩して転倒してしまう。

### エンディング・演出のみのキャラクター
特記の無いキャラクターは『1st』から登場。
トム
アレックスの父親の親友。
パトリシア
トムの娘。
イライザ
ケンの恋人。本作ではケンと結婚し、一人の息子を授かる。過去に『II』や『ZERO』のエンディングに登場した。
メル
ケンと妻イライザの息子。年齢は『1st』と『2nd』で3歳、『3rd』で4歳。
ホイメイ
ユンとヤンの幼なじみ。
シャオメイ
ホイメイの妹。『2nd』のヤンのエンディングで初登場する。
山千
オロがペットとして飼っている亀。オロの勝ちポーズで登場する。
エフィー
声：天野由梨 (3rd)
秘密結社によって改造された改造人間であり、ネクロの恋人。
オルトー・K・ゴッチ
ダッドリーの執事。
黒澤早雷（くろさわ さらい）
いぶきの同級生。『3rd』には未登場。
どん
いぶきがペットとして飼っている狸。『1st』ではプレイヤーがいぶきを操作している場合に一部のステージに、『3rd』ではいぶきの勝ちポーズで登場する。
ナルミ
エレナの日本における親友。エレナに「ナルちゃん」と呼ばれている。『3rd』には未登場。
コーリン
ギルの秘書で、秘密結社の幹部。
ポイズン
声：田中敦子 (3rd)
ヒューゴーのマネージャー。初出は『ファイナルファイト』の敵キャラクター。『2nd』から登場。
ドクター呉（ドクターウー）
ギルの秘密結社に属する科学者。『3rd』に登場。

## ビジュアル

### 背景グラフィック
それぞれのキャラクターが籍を置く国や、キャラクターのイメージが持つ「街路」がステージ背景になっていることが多く、背景キャラクターも多く設置され、その国の情緒を表現している。
『1st』『2nd』において一部のステージでは、ラウンド毎にステージ背景が変わったり（雨→晴や朝→夕→夜、場所が全く変わることも）、試合開始前にスクロールやズームイン・ズームアウトなど細部のこだわりが見受けられたが、『3rd』ではこれら演出はほとんど廃止され、ステージ背景も同じステージの時間違い（色違い）といった簡素なものになっている。

### キャラクター
キャラクターはドット絵で描かれた膨大なアニメーションパターンによって表現され、滑らかなアニメーションを見せる。例えば「波動拳」を描くのに『IIX』では4枚、『ZERO2』では5枚のアニメーションパターンが使われているのに対し、本作では14枚が使われている。
キャラクター1体あたりのパターン数は、少ないキャラクターでも400以上が用意され、エレナやいぶきなど多いキャラクターでは600-700にも及ぶ。
また（『ヴァンパイア』や『ZERO』までのシリーズに使われていたCPS-2に代えて）CPS-3を採用したことにより、1画面あたりの同時発色数が8ビットの256色から16ビットの4096色に大幅に増えた。このため、CPS-2がキャラクター本体の色数を16色までに抑えて表現していたのに対し、本作のキャラクターは4倍の最高64色までの色数での表現が可能になっている。これはCPS-3の1作目となった『ウォーザード』にも当てはまる。その他にも、戦闘中にパレットを変える処理が可能になっていたため、ギルの左右の向きの入れ替えなどの演出に用いられている。
『3rd』では特定の組み合わせによって対戦開始前の専用デモが新たに用意されている（アレックス VS ヒューゴー、リュウ VS ケンなど）。

### その他
- ブロッキングを成功させると「TECH BONUS」と表示が出てボーナス2,000点が加算される。なお連続で成功させると『1st』では+200点、2nd以降は+100点ずつと1回毎のボーナスが上昇していき最大で10,000点まで上っていくが、途中で失敗したりダメージを受けたりするとリセットされ初期（2,000点）に戻る。なお10,000点に至るまでには『1st』では41回以上連続、『2nd』以降は81回以上連続で成功させなければならない。ただしこれらはCPU戦のみで対人戦においてはボーナス上昇は無く一律2,000点となっている。
- 例として5ヒットする「真空波動拳」を連続で全段ブロッキングした場合、
  - 『1st』のみ「2,000+2,200+2,400+2,600+2,800」=計12,000点で、
  - 『2nd』以降「2,000+2,100+2,200+2,300+2,400」=計11,000点となる
- 『1st』『2nd』の試合終了後のリザルト画面では、敗者のボロボロになった姿を手前に大きく描き、画面奥に描かれた勝者がそれを見下ろし、勝者と敗者の対比を描く形式。『3rd』では勝者のバストアップのみとなった。
- なお『2nd』のみ、スーパーアーツ(SA)で勝利して試合終了した場合、そのSAに関する専用メッセージが出る[20]。
- スーパーアーツ発動時、『1st』では別空間へ移るような背景演出がされる。『2nd』でも同じく、こちらは光粒子の流れるような背景演出となっている。『3rd』では『ZERO』シリーズのように画面が暗転する演出になり、前2作品と比べると簡素なものになっている。なお『1st』『2nd』の移植作である『ストリートファイターIII W IMPACT』ではオプション設定により『3rd』同様の画面暗転タイプに変更できる。
- 『1st』のラウンド終了後のスコアボーナスとナレーションは従来通りだが、『2nd』以降では規定本数を取ったときのみこれらのナレーションと表示がされるように変更され、スコア集計もここで一括して行われるようになった。そのため、例えば4本先取制として、3本パーフェクトを取ったものの、結果として規定本数で負けた場合、『1st』ではラウンド終了ごとで計3本分のパーフェクトボーナスをその時点で貰えるが、『2nd』以降ではパーフェクトボーナスも全てノーボーナスとなってしまい、あくまでその試合に規定本数で勝利しなければボーナスは貰えない。なお『2nd』以降では、その試合で1ラウンドも落とさずに規定本数を取ると、新たにコンプリートボーナスが加算される。
- 『1st』ではキャラクターを選択すると、ナレーションボイスでそのキャラクター名[21]をコールしたり、2P対戦時では「（キャラクター名）Wins」とナレーションをしていたが、『2nd』以降は廃止され、2P対戦時でも表示は「（キャラクター名）WINS!」と出るがナレーションボイスは「You Win」としか言わなくなった。
- 試合開始前のコールでは『1st』『2nd』では「Round（ラウンド数）」または「Final Round」、「Fight!」と表示通りのナレーションボイスだったが、『3rd』では同じ意味合いとも読み取れるメッセージナレーションボイスとなっている。
- ラウンド終了後、「KO」とナレーションをするが、SAでフィニッシュすると「Knockout!」とコールする。ただしケズリフィニッシュした場合は「KO」とコールする。これも『3rd』では廃止され、いかなる状況でも「KO」と言う。
- ラウンド終了のナレーション時は画面全体が一時停止し、またSAフィニッシュ時はBGMもその間は停止する（『1st』 - 『3rd』全作共通）。ただし『1st』のみ通常KO時でもBGMは停止し『2nd』以降、通常KO時のBGM停止は無い。

### 音楽・SE
従来のシリーズと差別化され、一見格闘ゲームに似つかわしくないようなジャズ、ヒップホップ、トランス、スムースといったクラブミュージック系アレンジのBGMが多い。
『3rd』ではラウンド毎に奇数ラウンド時のBGMと偶数ラウンド時のBGMと、同じ曲でアレンジが異なる2種類のBGMがある。またドリームキャスト版『3rd』では1ラウンド目のみと、偶数ラウンド、1ラウンド目を除く奇数ラウンドで、同じ曲でアレンジが異なる3種類のBGMがあり、アーケード版とはさらに異なっている。このBGMはラウンド間で拍子を維持したまま切り替わるようユニークな処理が行われている（ドリームキャスト版は例外）。エレナステージのBGMはシリーズ初のボーカル入りとなっている。

## スタッフ
ストリートファイターIII -NEW GENERATION-
- キャラクターデザイン：HITOSHI "T" NISHIO（西尾仁志）、BALL BOY、Q、YU-SUKE（山本祐介）、WHO（今村雄二）、高岡徹、G.KAMINA（上水口真司）、D-KURITA（來田大介）、SHIBAKI（柴木博基）、TUYOSHI（長山剛士）、Yoshioka、Chun、NORIHIDE（藤井紀秀）、CHIMORIN SHOGUN（千本啓五）、YUKI ISHIKAWA、SYUUCYAN（黒瀬修平）、KEN（上田健一）、KOKI.K（木下晃城）、SEIJI YANO、井川純、OTOKONOYAMA（野山正）
- スクロールデザイン：今堀弘之、大西弘樹、福本容子、京谷有紀、TAMA（竹尾圭代）、中山智恵、杉山洋、山本行史、YUMIKO.N（中塚由美子）、TAKAKO NAKAMURA、高橋泰人、寺本和美、田上陽一、SHINNOSUKE.N（中島伸之介）、新山直子
- オリジナルアートワーク：AKIMAN（あきまん）、西村キヌ
- サウンドエフェクト：伊瀬聡
- ミュージックコンポーズ：奥河英樹、岩井由紀
- プログラマー：中井一仁、NOBUYA "LT1" YOSHIZUMI（吉住延也）、YUKO KAWAMURA(TATE)（川村優子）、中川裕史、HARD・YAS -ASSIST-（原田康則）、横山顕広
- CP-SYSTEMIIIプログラマー：YOJI "X68k" MIKAMI
- プランナー：瀬戸康洋、NUMACH THE NIKOLIST（大沼友紀）、S.OBATA AE-86 TRUENO（尾畑心一朗）、Malachie du Marais、NEO_G -H.ISHIZAWA-（石澤英敏）
- スペシャルサンクス：白岩卓也、NAOKI FUKUSHIMA、新谷さゆり、SHOEI（岡野正衛）、SAKOMIZU（迫水新一郎）、RITA ROKOS
- トランスレーター：MATT TAYLOR、ERIK SUZUKI、JESUS RODORIGUEZ BUENO、HARUMI YAMASHITA
- プロデューサー：貞本友思
- ゼネラルプロデューサー：船水紀孝、岡本吉起

ストリートファイターIII 2nd IMPACT -GIANT ATTACK-
- キャラクターデザイン：WHO（今村雄二）、D-KURITA（來田大介）、CHIMORIN SHOGUN（千本啓五）、SHIBAKI（柴木博基）、Chun、井川純、SEIJI YANO、YUKI ISHIKAWA、SHINNOSUKE.N（中島伸之介）
- スクロールデザイン：杉山洋、福本容子、今堀弘之、OJIJI（向井伸介）、NAOBEI、小濱暁美、TAMA（竹尾圭代）、山本行史、竹田公一
- オリジナルアートワーク：AKIMAN（あきまん）、西村キヌ、NK（BENGUS）
- タイトルロゴデザイン：SHOEI（岡野正衛）
- インストラクションデザイン：SAKOMIZU（迫水新一郎）
- プログラミング：中井一仁、NOBUYA "LT1" YOSHIZUMI（吉住延也）、YUKO KAWAMURA(TATE)（川村優子）、中川裕史、YOSINOBU INADA(INE)（稲田義信）、MASAHITO Oh!Ya!（大宅理仁）、横山顕広
- サウンドエフェクトデザイン：伊瀬聡、HIROAKI "X68k" KONDO（近藤広明）
- ミュージックコンポーズ：奥河英樹、岩井由紀
- ミュージックアレンジメント：奥河英樹
- プランニング：瀬戸康洋、NEO_G -H.ISHIZAWA-（石澤英敏）、NUMACH（大沼友紀）
- メッセージトランスレーター：ERIK SUZUKI、DAN OKADA、CHRIS TANG、YUMIKO NISHI、KARLA OSHIRO DE FREITAS
- スペシャルサンクス：TSUYOSHI、MAYANO、TOMO、BLBON、相方貴文、M.AOKI、N.AKEI、H.NAKAMURA、H.OJIMA、YOJI "X68k" MIKAMI、白岩卓也、RITA ROKOS、Ryoji、HARD・YAS -FOLLOW-（原田康則）
- プロデューサー：貞本友思
- ゼネラルプロデューサー：船水紀孝、岡本吉起

ストリートファイターIII 3rd STRIKE -Fight for the Future-
- キャラクターデザイン：WHO（今村雄二）、IKUSAN Z（中山郁夫）、D=Kurita（來田大介）、Chimorin SHOGUN（千本啓五）、SIBAKI（柴木博基）、Chunzenji&Rute、Tsuyoshi（長山剛士）、井川純、鈴木俊宏、NOYA-T（野山正）、Seiji Yano、Naoi "HELL" Ryosuke、TOMO（神戸知典）、平野大地、Izumi.N、AKIMAN（あきまん）
- スクロールデザイン：IMAHORI 75%（今堀弘之）、SUGIYAMA 50%（杉山洋）、福本容子、京谷有紀、SAWATCH、ATSUSHI（菅野篤史）、宇野亮、幸優介、KENICHI YAMAHASHI
- オリジナルアートワーク：DAIGORO（イケノ）、ハルマル
- タイトルロゴデザイン：Y.UCHIDA
- インストラクションデザイン：SAKOMIZU（迫水新一郎）
- プログラミング：中井一仁、NOBUYA "LT1" YOSHIZUMI（吉住延也）、YUKO KAWAMURA(TATE)（川村優子）、HIROSHI NAKAGAWA(RAOH)（中川裕史）、Y&M.INADA(INE)（稲田義信）、MASAHITO Oh!Ya!（大宅理仁）、横山顕広
- サウンドエフェクトデザイン：伊瀬聡、Y.SANDOU（DJサンドウ）
- ミュージックコンポーズ：H.OKUGAWA（奥河英樹）
- サウンドエディター：瀧本和也
- サウンドマネージメントディレクター：小野義徳
- Moving On（エンディングソング） - hideki（奥河英樹）、INFINITE、LOCK DOWN
- レコーディングエンジニア：下山由多可(Victor St.)
- ミックスエンジニア：Paul Shubat
- アシスタントエンジニア：Vladimir Nikolic
- アーティストマネージメント：Cain(Lock Down Entertainment Inc.)
- プランニング：Neo_G H.ISHIKAWA（石澤英敏）、村田治生、NUMACH(T.O)（大沼友紀）、一瀬泰範、SADA 36（貞本友思）
- スペシャルサンクス：江川陽一、T.SHIRAIWA（白岩卓也）、ABU、TOMOAKI TSUJII、TOBUTO(MAM2)DEZAKI（出崎遠太）、MITSUAKI(TIM2)ARAKI（荒木光昭）、TAKEchan、ONI-SUZUKI（鈴木良太）、BUG(H.SUGIMOTO)、K.SHINANO、GON、SYACHI(S.OHOKA）、MIURA CUBERICK、TRTSUYA HAZE、YOSHIHIRO TOMITA、HMX-12 HAMADA、向井公康、PUNCH KUBOZONO、TETSUYA IIJIMA、LISA E.JONES、MASAYUKI FUKUMOTO、LANCE LUU、NATE WILLIAMS
- メッセージトランスレーター：ERIK SUZUKI、DAN OKADA、CHRIS TANG
- プロデューサー：船水紀孝、中嶋浩二
- ゼネラルプロデューサー：岡本吉起

## 家庭用移植版
ストリートファイターIII W IMPACT
（ドリームキャスト用。1999年12月16日）
『1st』『2nd』を同時収録する。AC版ではCPU専用であったギルと真・豪鬼（『2nd』）がプレイアブルキャラクターとして使用可能。ギルにはアーケードモードでのエンディングが新規追加されている（『1st』『2nd』共通）。
バージョンはそれぞれ、最新版・新基板を基準にしている。
ストリートファイターIII 3rd STRIKE -Fight for the Future-
（ドリームキャスト用。2000年6月29日）
『3rd』の最初の家庭用移植版。ギルを除く各キャラクターに新カラーが6色追加された。またギルがプレイアブルキャラクターとして使用可能。こちらもアーケードモードでのエンディングが新規で追加されている。BGMはアップグレードバージョンを収録し、3ラウンド目の新規BGMが追加された。また「システムディレクション」を搭載し、システムをプレイヤーの好みに変更してプレイすることが可能。『MARVEL VS. CAPCOM 2 NEW AGE OF HEROES』に続き、ドリームキャスト標準アナログモデムによる通信対戦に対応（現在は終了）。
ストリートファイターIII 3rd STRIKE -Fight for the Future-
（PlayStation 2用。2004年7月22日）
レイティングはCERO：A（全年齢対象）。BGMにはドリームキャスト版に加えてアーケードオリジナル版も収録。移植度はドリームキャスト版より高く、SYSTEM DIRECTIONに追加項目もある。映像出力はプログレッシブ出力に対応しておらず、通常のインターレース表示のみ。
ストリートファイターIII 3rd STRIKE THE LIMITED EDITION
（2004年7月22日）
上記PS2版に特製ジグソーパズルなどを付けた、カプコンの通信販売サイト「e-CAPCOM」限定商品。
CAPCOM VS. SNK 2 MILLIONAIRE FIGHTING 2001 ストリートファイターIII 3rd STRIKE -Fight forthe Future- バリューパック
（2008年9月18日）
上記PS2版と『CAPCOM VS. SNK 2』のカップリング作品。
ストリートファイターアニバーサリーコレクション
（Xbox用。2004年10月28日）
『3rd』と『ハイパーストリートファイターII』のカップリング移植版。Xbox Live対応。通信対戦ではドリームキャスト版に比べるとおおむねラグが少なく、回線接続の相性の良いプレイヤー間ではほぼラグを感じず対戦できた。BGM関係のバグが存在したが、DL自動パッチによりオンラインを使用しているユーザーは意識せずに修正されていた。Xbox 360での互換動作も2007年4月に対応済だが、特定状況下での処理落ちが存在する。2010年4月15日付けで初代XboxのXbox LIVE対応ソフト向けのサービスが終了した。
ストリートファイターIII 3rd STRIKE ONLINE EDITION
（PlayStation 3、Xbox 360用。2011年8月23日〈PS3〉、2011年8月24日〈Xbox 360〉）
レイティングはCERO：B（12才以上対象）。HDリマスター版。ダウンロード販売のみ。グラフィックをHD画質に対応。PlayStation NetworkやXbox Live Arcadeを通したオンライン対戦はGGPOシステムが導入された。バージョンは旧基板タイプに準拠。勝利時やエンディングのテキストは英語のみ。リプレイ動画をYouTubeにアップロードすることが可能。また、ダウンロードコンテンツとして新規カラーパックやステージBGMを『1st』『2nd』のものに変更できるBGMパックも別途販売されている。開発元はIron Galaxy。現在YouTubeアップロード機能は終了。
ストリートファイター 30th アニバーサリーコレクション インターナショナル
（PlayStation 4、Xbox One、Nintendo Switch、Steam用。2018年10月25日発売）
『II』シリーズ、『ZERO』シリーズを含めた全12タイトルを収録したオムニバスゲーム。その中に『III』シリーズ全作（『1st』-『3rd』）の日本語版と日本国外版も収録される。『3rd』の「日本国外版」のみオンライン対応。ドリームキャスト版以外で『1st』『2nd』の移植作が収録されるのはこれが初となる。『2nd』の通常の豪鬼は初期状態で解放されており使用コマンドは必要ない。AC版準拠の移植なのでCPU専用キャラクターであるギルと真・豪鬼（『2nd』）は使用不可。

## 関連商品

### 関連書籍
- 『ALL ABOUT ストリートファイターIII THE CHARACTERS』電波新聞社、1997年1月25日発行。ISBN 4-88554-467-X。
- 『ゲーメストムック Vol.75 ストリートファイターIII ニュージェネレーション』新声社、1997年6月7日発行。ISBN 4-88199-349-6。
- 『ALL ABOUT ストリートファイターIII THE FIGHTING BIBLE』電波新聞社、1997年6月10日発行。ISBN 4-88554-473-4。
- 『ゲーメストムック Vol.81 ストリートファイターIII ファンブック』新声社、1997年7月27日発行。ISBN 4-88199-364-X。
- 『ゲーメストムック Vol.185 ストリートファイターIII 3rd STRIKE ポータルステップ / ビルドアップアーツ』新声社、1999年6月27日発行。ISBN 978-4881-9961-95。
- 『ゲーメストムック Vol.194 ストリートファイターIII 3rd STRIKE コンクルージョンステップ / マスター・ザ・シークレット』新声社、1999年9月27日発行。ISBN 978-4881-99627-0。
- 『ストリートファイターIII サードストライク ファイト フォー ザ フューチャー 公式ガイドブック』エンターブレイン、2000年8月24日発行。ISBN 978-4757701755。
- 『ゲーメストムック Vol.196 ストリートファイターIII 3rd STRIKE リピティションステップ / フォゲット ベーシック ノット』エンターブレイン、2004年発行。
  - 『ストリートファイターIII 3rd STRIKE THE LIMITED EDITION』同梱。

### 漫画
- 『STREET FIGHTER III RYU FINAL -闘いの先に-』（天の巻・地の巻）（新声社・ゲーメストコミックス、中平正彦著、全2巻）
  - 『ストリートファイター』シリーズを通して主人公的な存在であったリュウの物語の結末を描く。ゲーム本編には登場しないサガットのエピソードも含んでいる。『ストリートファイターIV』においてリュウのセービングアタックのモチーフになった「風の拳」や豪鬼の真・瞬獄殺の演出など、後のカプコン製ゲームにも影響を与えた。
- 『STREET FIGHTER III RYU FINAL -闘いの先に- 新装版』（復刊ドットコム、中平正彦著、2018年12月15発行）
  - 前述のコミックを合本、改訂し、新たに『CAMMY外伝』の後編を収録した新装版。

### オリジナル サウンド トラック
- 『STREET FIGHTER III NEW GENERATION』 1997年6月4日発売 ビクターエンタテインメント株式会社
- 『STREET FIGHTER III NEW GENERATION ORIGINAL ARRANGE ALBUM』1997年6月18日発売 ファーストスマイルエンタテインメント株式会社
- 『STREET FIGHTER III 2nd IMPACT GIANT ATTACK ORIGINAL SOUND TRACK』 1997年12月17日発売 ファーストスマイルエンタテインメント株式会社
- 『STREET FIGHTER III 3rd STRIKE -Fight for the Future- ORIGINAL SOUNDTRACK』 1999年7月7日発売 株式会社カプコン（セルピュータレーベル）

### その他
- 『カードダス』（バンダイ）
  - 『1st』のカード化。『ZERO2』とのセットだった。しかしトレーディングカードゲームが流行し始めていた頃であり、短期間で姿を消している。なお、長らく続いていたストリートファイターシリーズのカードダスは、これをもって終了した。